# Werner Hans Friedrich Abrahamson

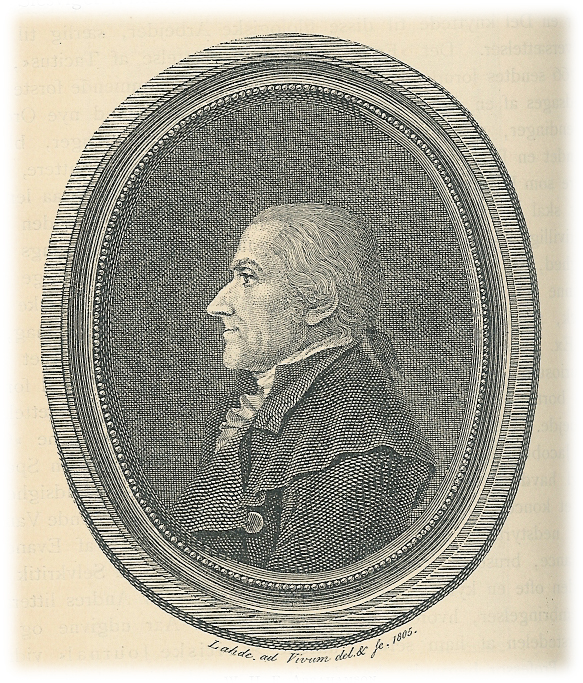
Werner Hans Friedrich Abrahamson im Jahr 1866

Werner Hans Friedrich Abrahamson, auch Fredrich oder Frederik, Pseudonym: Hans Johansen, (* 10. April 1744 in Schleswig; † 22. September 1812 in Kopenhagen) war ein dänischer Offizier, Schriftsteller, Herausgeber und Übersetzer.

## Leben und militärische Laufbahn
Werner Hans Friedrich Abrahamson war ein Sohn von Johann Benjamin A. (d' Abranson, 1701–1744), der als Kapitän im schleswig-holsteinischen Infanterieregiment arbeitete, und dessen Ehefrau Louise Juliane, geborene Rhewald (1706–1757). Die deutschsprachigen Eltern hatten wenig Vermögen, weswegen sich ihr Sohn – mit Ausnahme einiger Stunden Privatunterricht – sein Wissen zumeist autodidaktisch aneignen musste. Nachdem sein Vater 1757 verstorben war, finanzierten ihm Freunde ab Mai 1758 einen Aufenthalt an der Landkadettenakademie in Kopenhagen.
1762 wechselte Abrahamson als Fähnrich zum schleswigschen Infanterieregiment in Rendsburg. Anderthalb Jahre später stieg er zum Sekondleutnant auf und ging 1767 zur Artillerie in Kopenhagen. 1771 übernahm er eine Lehrstelle an der Kopenhagener Artillerieschule. Zu seinen Lehrfächern gehörten Deutsch, Dänisch, Stilkunde, Geografie und Geschichte. Als erster öffentlich bestallter Pädagoge unterrichtete er nicht nur die dänische Sprache, sondern lehrte auch die übrigen Fächer, statt wie zuvor in Deutsch, in Dänisch. 
Am 28. April 1744 heiratete Abrahamson Benedikte Rosine Marie Rothe (1761–1830) aus Skælskør, mit der er keine Kinder hatte. 1780 erhielt er neben der Lehrtätigkeit an der Artillerieschule einen Ruf als Lehrer an der Landkadettenakademie. Hier unterrichtete er bis 1810 Philosophie, schöne Wissenschaften, Deutsch und Dänisch. Ab 1799 arbeitete er hier auch als ökonomischer Inspektor. Die Lehrtätigkeit an der Artillerieschule gab er 1806 auf.
Im Militär erreichte er 1773 den Rang des Premierleutnants und 1786 den eines Stabskapitäns. Seine aktive Tätigkeit endete 1787 aus gesundheitlichen Gründen. 1809 erhielt er den Dannebrogorden.

## Kulturelles Wirken
Neben der militärischen Laufbahn engagierte sich Abrahamson kulturell in bedeutendem Umfang. Seit 1775 gehörte er „Det danske Litteratur-Skelab“ und seit 1782 „Det norske Videnskabernes Selskab“ an. Von 1790 bis 1798 war er Mitglied der „Salmebogkommission“ und 1807 der Kommission zur Erhaltung der Denkmäler des Altertums in Dänemark. Diese Mitgliedschaften können für einen Offizier als ungewöhnlich angesehen werden. Außerdem übernahm er hohe Ämter bei den Freimaurern.
Abrahamson schrieb umfangreiche Kritiken und Publikation, übersetzte und fungierte als Herausgeber. Er zeigte sich dabei als Aufklärer, der die Bildung des Volkes verbessern und die Wissenschaft fördern wollte. Die Tatsache, dass er keine Schulbildung bekommen hatte, erwies sich dabei als Vor-, wie auch als Nachteil. Abrahamson behandelte ein weitreichendes Themengebiet und urteilte dabei mitunter nicht ausgewogen. Er setzte seinerzeit maßgebliche Impulse in der Forschung zu Vorgeschichte, Runen und Volksliedern. Seine Publikationen gelten heute als weitestgehend überholt, werden jedoch oftmals erwähnt.
Als besonders bedeutend gilt das fünf Bände umfassende „Udvalgte danske Viser fra Middelalderen“, das Abrahamson gemeinsam mit Rasmus Nyerup und Knud Lyne Rahbek schrieb. Mit dieser Publikation regten sie in Dänemark und darüber hinaus an, Volksmelodien- und texte systematisch aufzuzeichnen. Abrahamson engagierte sich für dänische Literatur und versuchte, die Beziehungen von Deutschen und Dänen zu verbessern. Zu diesem Zweck erstellte er deutsche und dänische Sprachlehren und Wörterbücher. 1789/90 positionierte er sich allerdings eindeutig auf Seiten der dänischen Partei und bezeichnete sich als „Tyskerfejden“.
Darüber hinaus schrieb Abrahamson Gelegenheitsgedichte, die heute zumeist kaum bekannt sind.

## Erinnerung
Er ist einer von 18 verdienten Dänen, die auf dem Obelisk auf Skamlingsbanken namentlich genannt werden.